# Stâna de Mureș
Stâna de Mureș (węg. Maroscsúcs) – wieś w Rumunii, w okręgu Alba, w gminie Noșlac. W 2011 roku liczyła 187 mieszkańców.